# Lazy (Deep Purple)
Lazy è un brano dei Deep Purple contenuto nell'album Machine Head del 1972, della formazione Mark II. Con oltre 7 minuti di durata, è il pezzo più lungo dell'album, e in concerto veniva spesso allungata a oltre 10 minuti.
Il brano è un “blues boogie” che comincia con una lunga introduzione strumentale dell'organo Hammond di Jon Lord, che viene poi seguita dal riff di chitarra e da un assolo di Ritchie Blackmore. Il cantante Ian Gillan entra successivamente, suonando anche parti di armonica.

## Storia
Lazy è entrato stabilmente nel repertorio live della formazione Mark II insieme a tre altri pezzi dell'album (Highway Star, Smoke on the Water e Space Truckin’), ed è infatti presente su diversi album dal vivo, tra cui Made in Japan del 1972. Nella versione live di Made in Japan, Blackmore cita nel suo assolo il tema di Swedish Rhapsody #1 di Hugo Alfvén, mentre Jon Lord suona il riff di C Jam Blues nel suo intro.
Il pezzo non venne più eseguito nella sua interezza in concerto con la formazione Mark III (anche se capitaro citazioni al riff in apertura di Smoke On the Water, come testimoniato dal disco Live in London). Il brano tornerà nella scaletta dei Deep Purple con la formazione successiva, con Tommy Bolin alla chitarra.
Ritchie Blackmore riprendeva a volte il riff di Lazy mentre suonava Man on the Silver Mountain dal vivo con i Rainbow.
Dopo la ricostituzione del gruppo nel 1984, le versioni live di Lazy sono state in genere più brevi, con un intro tagliato e a volte l'eliminazione di una strofa. Più recentemente, la formazione con Steve Morse alla chitarra ripropone la canzone con l'arrangiamento originale.